# Gerbilliscus nigricauda
Gerbilliscus nigricauda är en däggdjursart som först beskrevs av Peters 1878.  Gerbilliscus nigricauda ingår i släktet Gerbilliscus och familjen råttdjur. Inga underarter finns listade i Catalogue of Life.
Arten är med en kroppslängd (huvud och bål) är 178 till 193 mm och en lite längre svans en stor medlem i släktet Gerbilliscus. Håren som bildar ovansidans päls är gråa vid roten, ockra i mitten och svarta vid spetsen vad som ger ett mörkbrunt till svartbrunt utseende. Pälsen blir ljusare fram mot sidorna och undersidan är vit. Gränsen mot den vita regionen är tydlig. Hos Gerbilliscus nigricauda är även hakan vit. Den mörka svansen är främst täckt av korta svarta borstar och vid spetsen bildar längre svarta hår en tofs. Arten har rännor i de övre framtänderna.
Arten förekommer i Kenya och i angränsande områden av Etiopien, Somalia och Tanzania. Den lever i låglandet och i bergstrakter upp till 1500 meter över havet. Gnagaren vistas vanligen i mera torra savanner, i öppna skogar och på jordbruksmark.